# Istočni Mostar
La municipalidad de Istočni Mostar se localiza dentro de la región de Trebinje, dentro de la República Srpska, en Bosnia y Herzegovina.

## Localidades
Esta municipalidad de la República Srpska, localizada en Bosnia y Herzegovina se encuentra subdividida en las siguientes localidades a saber:
1. Kamena
2. Kokorina
3. Zijemlje

## Historia
El municipio de Mostar Istočni en español "Mostar del Este", fue creado después de la guerra de Bosnia en el territorio del municipio de Mostar, una municipalidad de pre-guerra, la otra parte del municipio pasó a formar parte de la Federación de Bosnia y Herzegovina. Hasta 2004 era conocido como Srpski Mostar, "Mostar Serbio". El término Istočni Mostar también puede designar a la parte oriental de la ciudad de Mostar en la Federación de Bosnia y Herzegovina.

## Demografía
Si se considera que la superficie total de este municipio es de ochenta y siete kilómetros cuadrados y su población está compuesta por unas cincuenta y ocho personas, se puede estimar que la densidad poblacional de esta municipalidad es de 0,7 habitantes por cada kilómetro cuadrado de esta división administrativa.